# Стјепан II Трпимировић
Стјепан (или Стефан) II је био претпоследњи краљ Хрватске (1089—1091) и последњи из династије Трпимировића.
Године 1089. разјарени Хрватски народ је убио свог краља Дмитра Звонимира. После Звонимирове смрти на престо је доведен Стефан II, који је био синовац Петра Крешимира. Стефан је био једини потомак народне династије Хрватске. Он је Славићеву и Звонивирову владу проживео у манастиру Светог Стефана код Солуна; тамо се тешко разболео, како и сам казује у даровници 1078. године. Стефана су као краља признале и Далматински регион као и остали градови. То се види отуда, што такође за време његове владавине главну реч воде: сплитски надбискуп Ловро и трогирски надбискуп Иван. Сачуване су 3 повеље, које је године 1089. издао краљ Стефан, а немамо ниједног другог спомена о његовом владању.
Године 1091. нестаје трага хрватском краљу Стефану. Како Стефан није имао наследника, настаде у Хрватској борба за престолом. Овако ово доба описује сплитски архиђакон Тома:
"Пошто је изумро сав краљевски род не беше више никога ко би имао законито наследити краљевство Хрватско. Зато се почела родити велика неслога међу свима великашима у краљевини. Из тежње за владањем 1 би овај, 2 пут пак онај, себи осамљено присвајао владавину земље. Настадоше небројене отимачине, пљачкања, убиства и легла све опачина; даномице би наиме један другог прогонио, нападао и убијао. - У то време живео је у Славонији неки великаш, кога су његови другови и суплеменици прогонили многим увредама и бројним штетама. Немајући наде, да би се толиком злу могао опрати како друкчије, оде он у Угарску. Тамо ступи пред краља Ладислава, кога почне наговарати и упућивати, нека пође краљевину Хрватску освојити и покорити ју свому господству; поуздано га је уверавао, да би то могао лако извести, пошто је престо испражњено, а подједно остало без заштите краљевске моћи."